# Roquefortina C
Roquefortina C é uma micotoxina produzida por vários fungos, particularmente espécies do género Penicillium. Foi inicialmente isolada a partir de uma estirpe de Penicillium roqueforti, uma espécie usada comercialmente no fabrico de queijo Roquefort.